# ホーボーケン-33丁目線
ホーボーケン-33丁目線（Hoboken–33rd Street）はパストレインの運行系統で、路線略称はHOB-33である。パストレインの路線図では青で表され、この系統で運転される列車は青の系統標識灯を点灯する。ニュージャージー州ホーボーケンのホーボーケン駅からアップタウン・ハドソン・チューブでハドソン川を渡り、ニューヨーク市ミッドタウンの33丁目駅に至る路線であり、全長5.6キロメートル（3.5マイル）を所要時間14分で走破する。
平日の6時から23時までの運行で、それ以外の時間帯はジャーナル・スクエア-33丁目線 (ホーボーケン経由)が運行される。この路線は障害者対応の駅が少なく、両端の駅のみ対応している。

## 歴史
ホーボーケン-33丁目線は、ハドソン・アンド・マンハッタン鉄道（H&M）のホーボーケン-19丁目線として1908年2月28日に開業した。現在と同様にホーボーケン駅から運行されていたが、マンハッタン側は19丁目駅までで、33丁目駅まで延長されたのは1910年11月10日のことだった。19丁目駅は1954年8月1日に廃止され、H&M自体も1962年に港湾公団ハドソン川横断公社（Port Authority Trans-Hudson、PATH）に買収された。アメリカ同時多発テロ事件でワールド・トレード・センター駅が破壊されたため、当線の運行は休止されて全列車ニューアーク-33丁目線 (ホーボーケン経由）で運用された。これは2003年6月29日にエクスチェンジ・プレイス駅が営業再開するまで続いた。

## 駅一覧
| バリアフリー・アクセス | 駅名                         | 乗換・接続                                                                                              |
| ---------------------- | ---------------------------- | --- |
| ニュージャージー州     |                              | |
| バリアフリー・アクセス | ホーボーケン駅               | HOB–WTC、NJトランジット、メトロノース鉄道、 ハドソン-バーゲン・ライトレール NJTバス、NYウォーターウェイ |
| マンハッタン           |                              | |
|                        | クリストファー・ストリート駅 | JSQ–33、 ニューヨーク市バス                                                                             |
|                        | 9丁目駅                      | JSQ–33、 ニューヨーク市バス                                                                             |
|                        | 14丁目駅                     | JSQ–33、 ニューヨーク市バス                                                                             |
|                        | 23丁目駅                     | JSQ–33、 ニューヨーク市バス                                                                             |
| バリアフリー・アクセス | 33丁目駅                     | JSQ–33、 ニューヨーク市バス                                                                             |